# مزوزو
مدينة مزوزو (الذي كانت تسمى سابقا Kaningina) وهي عاصمة المنطقة الشمالية في ملاوي, وهي ثالث أكبر مدينة من حيث عدد السكان في ملاوي. المدينة فيها 128432 من السكان(إحصائية 2008م) بالإضافة إلى 20,000 مسافر(طلاب جامعة مزوزو) مع ما يقرب من 1.7 مليون شخص يعيشون في جميع أنحاء ضواحي المدينة. وهي تقع في منطقة مزيمبا، في وسط منطقة زراعية، المنطقة المحيطة بها المدينة متخصصة في الشاي، والمطاط، وزراعة البن. الغابات التي تقع إلى الجنوب من المدينة هي أكبر غابة من صنع الإنسان في أفريقيا.

## المناخ
يظهر الجدول التالي التغييرات المناخية على مدار السنة لمزوزو:
| البيانات المناخية لـمزوزو          | البيانات المناخية لـمزوزو | البيانات المناخية لـمزوزو | البيانات المناخية لـمزوزو | البيانات المناخية لـمزوزو | البيانات المناخية لـمزوزو | البيانات المناخية لـمزوزو | البيانات المناخية لـمزوزو | البيانات المناخية لـمزوزو | البيانات المناخية لـمزوزو | البيانات المناخية لـمزوزو | البيانات المناخية لـمزوزو | البيانات المناخية لـمزوزو | البيانات المناخية لـمزوزو |
| الشهر                              | يناير                     | فبراير                    | مارس                      | أبريل                     | مايو                      | يونيو                     | يوليو                     | أغسطس                     | سبتمبر                    | أكتوبر                    | نوفمبر                    | ديسمبر                    | المعدل السنوي             |
| ---------------------------------- | ------------------------- | ------------------------- | ------------------------- | ------------------------- | ------------------------- | ------------------------- | ------------------------- | ------------------------- | ------------------------- | ------------------------- | ------------------------- | ------------------------- | ------------------------- |
| متوسط درجة الحرارة الكبرى °م (°ف)  | 25.5 (77.9)               | 25.6 (78.1)               | 24.8 (76.6)               | 23.5 (74.3)               | 22.1 (71.8)               | 20.4 (68.7)               | 20.3 (68.5)               | 21.9 (71.4)               | 25.1 (77.2)               | 27.2 (81.0)               | 27.2 (81.0)               | 26.1 (79.0)               | 24.1 (75.4)               |
| المتوسط اليومي °م (°ف)             | 19.9 (67.8)               | 20.0 (68.0)               | 19.5 (67.1)               | 18.7 (65.7)               | 16.4 (61.5)               | 13.9 (57.0)               | 13.1 (55.6)               | 14.0 (57.2)               | 16.7 (62.1)               | 19.4 (66.9)               | 20.5 (68.9)               | 20.1 (68.2)               | 17.7 (63.9)               |
| متوسط درجة الحرارة الصغرى °م (°ف)  | 16.1 (61.0)               | 16.5 (61.7)               | 16.0 (60.8)               | 14.9 (58.8)               | 11.6 (52.9)               | 7.9 (46.2)                | 6.5 (43.7)                | 6.6 (43.9)                | 8.7 (47.7)                | 11.7 (53.1)               | 14.2 (57.6)               | 15.9 (60.6)               | 12.2 (54.0)               |
| الهطول مم (إنش)                    | 203.3 (8.00)              | 179.5 (7.07)              | 224.1 (8.82)              | 213.0 (8.39)              | 58.8 (2.31)               | 29.5 (1.16)               | 30.1 (1.19)               | 11.8 (0.46)               | 10.4 (0.41)               | 35.4 (1.39)               | 95.7 (3.77)               | 197.0 (7.76)              | 1٬288٫6 (50.73)           |
| متوسط أيام هطول الأمطار (≥ 0.3 mm) | 20                        | 18                        | 20                        | 19                        | 9                         | 6                         | 6                         | 3                         | 2                         | 3                         | 9                         | 18                        | 133                       |
| متوسط الرطوبة النسبية (%)          | 82                        | 82                        | 85                        | 86                        | 85                        | 84                        | 83                        | 77                        | 67                        | 62                        | 70                        | 80                        | 79                        |
| ساعات سطوع الشمس الشهرية           | 145.7                     | 137.2                     | 164.3                     | 171.0                     | 217.0                     | 219.0                     | 238.7                     | 275.9                     | 288.0                     | 300.7                     | 252.0                     | 176.7                     | 2٬586٫2                   |
| ساعات سطوع الشمس اليومية           | 4.7                       | 4.9                       | 5.3                       | 5.7                       | 7.0                       | 7.3                       | 7.7                       | 8.9                       | 9.6                       | 9.7                       | 8.4                       | 5.7                       | 7.1                       |
| المصدر: NOAA                       |                           |                           |                           |                           |                           |                           |                           |                           |                           |                           |                           |                           |                           |

## أعلام
- أتوسايي نيوندو
- تاميكا مكانداوير